# 山田新
山田 新（やまだ しん、2000年5月30日 - ）は、神奈川県横浜市青葉区出身のプロサッカー選手。スコティッシュ・プレミアシップ・セルティックFC所属。ポジションはフォワード（FW）。日本代表。

## 経歴

### 川崎フロンターレ
川崎フロンターレの下部組織出身でU-13からU-18まで在籍。大学生になると桐蔭横浜大学に進学し、4年時には大卒経由で川崎フロンターレに帰還した。
2022年6月には特別指定選手として川崎フロンターレのトップチームに登録された。8月3日、ルヴァンカップ・準々決勝のセレッソ大阪戦では新型コロナウイルスの拡大の影響で、フィールドプレーヤーがたりずに緊急で先発デビューを果たした。
2023年1月1日、国立競技場で行われた第71回全日本大学サッカー選手権大会決勝で後半ATに決勝ゴールを決め、大会最優秀選手に選出。大学としても初優勝した。開幕戦横浜F・マリノス戦でJリーグデビュー。翌節、鹿島アントラーズ戦でプロ初ゴールを記録した。
2024年8月11日、FC東京との試合では3試合連続ゴールを決めてシーズン2桁ゴールを達成。同年11月30日の東京ヴェルディ戦ではハットトリックを達成し、最終的にシーズンでは38試合に出場して日本人リーグ最多タイの19得点を挙げた。
2025年は開幕戦(名古屋グランパス戦)で得点を記録するも、3月30日のFC東京戦を最後にリーグでは得点から遠ざかった。2025年7月16日、海外クラブへの移籍を前提とした手続きのため、この日を最後に川崎から離脱することが発表された。同日の天皇杯3回戦SC相模原戦の試合終了後にサポーターへの挨拶を行った。

### セルティック
2025年7月19日、スコティッシュ・プレミアシップ所属のセルティックに完全移籍し、4年契約を結ぶことが発表された。

## 代表歴
2025年7月3日、EAFF E-1サッカー選手権2025に出場する日本代表メンバーに選出。これが招集となった。7月8日、初戦の香港代表戦で後半開始から垣田裕暉に代わって途中出場し、代表デビューを果たした。

## 所属クラブ
- 鴨江FC（浜松市立鴨江小学校）
- 翠翔SC（横浜市立荏田西小学校)
- 川崎フロンターレU-15（横浜市立市ヶ尾中学校）
- 川崎フロンターレU-18（神奈川県立新栄高等学校）
- 桐蔭横浜大学
  - 2022年 川崎フロンターレ（特別指定選手）
- 2023年 - 2025年7月  川崎フロンターレ
- 2025年7月 -  セルティックFC

## 個人成績
| 国内大会個人成績 | 国内大会個人成績 | 国内大会個人成績 | 国内大会個人成績 | 国内大会個人成績 | 国内大会個人成績 | 国内大会個人成績 | 国内大会個人成績 | 国内大会個人成績 | 国内大会個人成績 | 国内大会個人成績 | 国内大会個人成績 |
| 年度             | クラブ           | 背番号           | リーグ           | リーグ戦         | リーグ戦         | リーグ杯         | リーグ杯         | オープン杯       | オープン杯       | 期間通算         | 期間通算         |
| 年度             | クラブ           | 背番号           | リーグ           | 出場             | 得点             | 出場             | 得点             | 出場             | 得点             | 出場             | 得点             |
| 日本             | 日本             | 日本             | 日本             | リーグ戦         | リーグ戦         | リーグ杯         | リーグ杯         | 天皇杯           | 天皇杯           | 期間通算         | 期間通算         |
| ---------------- | ---------------- | ---------------- | ---------------- | ---------------- | ---------------- | ---------------- | ---------------- | ---------------- | ---------------- | ---------------- | ---------------- |
| 2022             | 桐蔭横浜大       | 9                | -                | -                | -                | -                | -                | 1                | 1                | 1                | 1                |
| 2022             | 川崎             | 32               | J1               | 0                | 0                | 1                | 0                | 0                | 0                | 1                | 0                |
| 2023             | 川崎             | 20               | J1               | 27               | 4                | 6                | 1                | 4                | 1                | 37               | 6                |
| 2024             | 川崎             | 20               | J1               | 38               | 19               | 4                | 0                | 2                | 1                | 44               | 20               |
| 2025             | 川崎             | 20               | J1               | 21               | 2                | -                | -                | 1                | 2                | 22               | 4                |
| 通算             | 日本             | 日本             | J1               | 86               | 25               | 7                | 1                | 5                | 3                | 98               | 29               |
| 通算             | 日本             | 日本             | 他               | -                | -                | -                | -                | 1                | 1                | 1                | 1                |
| 総通算           | 総通算           | 総通算           | 総通算           | 86               | 25               | 7                | 1                | 6                | 4                | 99               | 30               |

| 国際大会個人成績 | 国際大会個人成績 | 国際大会個人成績 | 国際大会個人成績 | 国際大会個人成績 |
| 年度             | クラブ           | 背番号           | 出場             | 得点             |
| AFC              | AFC              | AFC              | ACL              | ACL              |
| ---------------- | ---------------- | ---------------- | ---------------- | ---------------- |
| 2023-24          | 川崎             | 20               | 5                | 0                |
| 2024-25          | 川崎             | 20               | 12               | 2                |
| 通算             | AFC              | AFC              | 17               | 2                |

- 2022年は特別指定選手として出場

## タイトル

### クラブ
桐蔭横浜大学
- 全日本大学サッカー選手権大会（2022年）

川崎フロンターレ
- 天皇杯 JFA 全日本サッカー選手権大会：1回（2023年）

### 代表
- EAFF E-1サッカー選手権：1回（2025年）

### 個人
- デンソーカップサッカー・優秀選手（2022年）
- 関東大学サッカーリーグ戦・ベストイレブン（2022年）
- 全国大学サッカー選手権大会・最優秀選手（2022年）
- J1リーグ・優秀選手賞（2024年）

## 代表歴
- U-23日本代表
  - カンボジア遠征（2022年）
- 日本代表
  - EAFF E-1サッカー選手権2025

### 試合数
- 国際Aマッチ 1試合 0得点（2025年 - ）

| 日本代表 | 国際Aマッチ | 国際Aマッチ |
| 年       | 出場        | 得点        |
| -------- | ----------- | ----------- |
| 2025     | 1           | 0           |
| 通算     | 1           | 0           |

### 出場
| No. | 開催日       | 開催都市 | スタジアム         | 対戦国 | 結果 | 監督   | 大会                       |
| --- | ------------ | -------- | ------------------ | ------ | ---- | ------ | -------------------------- |
| 1.  | 2025年7月8日 | 龍仁     | 龍仁ミルスタジアム | 香港   | ○6-1 | 森保一 | EAFF E-1サッカー選手権2025 |